# Lea Kampmann
Lea Jóhanna Kristinsdóttir Kampmann (* 1997 in Tórshavn, Färöer) ist eine dänische Singer-Songwriterin und Multiinstrumentalistin.

## Leben und Wirken
Kampmann wuchs zunächst auf den Färöern auf, zog aber mit ihrer Familie im Alter von fünf Jahren nach Kopenhagen; sie lernte sowohl die dänische als auch die färöische Kultur kennen. Bereits als Kind schrieb sie Lieder für ihre Freunde und sich selbst, um sie zu singen. Diese Lieder wurden zum Schlüssel für ihre spätere Liebe zum Songwriting. Bis 2024 studierte sie am Rytmisk Musikkonservatorium in Kopenhagen, wo sie auch lebt.
Kampmann debütierte 2017 mit der EP Common Blue. 2022 veröffentlichte sie das Album If I Ever Made You Cry, I'm Sorry, das vom dänischen Magazin GAFFA mit vier Sternen ausgezeichnet wurde. Auf ihrem zweiten Album Seinferð („Zeitlupe“) singt sie in färöischer Sprache; dieses „Liederbuch des Heimkommens“ ist laut Ralf Dombrowski „mollfröhlicher Folk-Pop mit umarmender Hörwirkung, die sich auch einstellt, wenn man nordische Sprachen nicht versteht.“ Im Duo Einangran, das sie mit Heiðrik Á Heygum bildete, legte sie das Album Vendir Vindar vor.
Kampmann wurde für vier färöische Musikpreise nominiert und gewann 2018 den Preis für die „Künstlerin des Jahres“.